# Pariški mirovni sporazum (1814)
Pariški mirovni sporazum, podpisan 30. maja 1814, je končal vojno med Francijo in šesto koalicijo, ki so jo sestavljale Avstrija, Prusija, Rusija, Švedska in Velika Britanija. Francoski cesar Napoleon Bonaparte je bil s tem prisiljen odstopiti s položaja. Meje so bile povrnjene na tiste iz leta 1792, večje preoblikovanje političnih meja Evrope pa je bilo prihranjeno za Dunajski kongres.